# جون كليز
جون ماروود كليز (بالإنجليزية: John Cleese)‏ (/kliːz/؛ مواليد 27 أكتوبر 1939) هو ممثل إنجليزي، وممثل صوتي، وكوميدي، وكاتب سيناريو، ومنتج. حقق نجاحًا في مهرجان أدنبرة فرينج بصفته كاتب سيناريو، ومؤديًا في ذا فوريست ريبورت. في أواخر ستينيات القرن العشرين، شارك في تأسيس مونتي بايثون، وهي الفرقة الكوميدية المسؤولة عن المسرحية الهزلية مونتي بايثونز فلاينغ سركس. إلى جانب زملائه النجوم من بايثون تيري غيليام، وإيريك أيدل، وتيري جونز، ومايكل بالين، وغراهام تشابمان، مثَّل كليز دور البطولة في أفلام مونتي بايثون، والتي شملت مونتي بايثون آند ذا هولي غريل (مونتي بايثون والكأس المقدسة) (1975)، لايف أوف براين (حياة براين) (1979) وذا ميننع أوف لايف (1983).
في منتصف سبعينيات القرن العشرين، تشارك كليز وزوجته كوني بووث في كتابة المسلسل الكوميدي فولتي تاورز، ومثَّل هو دور البطولة فيه بشخصية بازل فولتي. نتج عن السلسلة حصول كليز على جائزة الأكاديمية البريطانية التلفزيونية لأفضل أداء ترفيهي لعام 1980، وتصدَّر المسلسل قائمة المعهد الفيلم البريطاني لأعظم 100 برنامج تلفزيوني بريطاني عام 2001. مثَّل كليز دور البطولة بالمشاركة مع كيفن كلين، وجيمي لي كورتيس، وزميل بايثون السابق مايكل بالين في أفيش كولد وندا (سمكة تدعى وندا) (1989) وفيرس كريتشرز (1997)، واللذان كتبهما هو أيضًا؛ رُشِّح عن أفيش كولد وندا لجائزة الأوسكار لأفضل سيناريو أصلي. مثَّل أيضًا أدوار البطولة في تايم بانديتس (1981)، ورات ريس (سباق الفئران) (2001) وظهر في العديد من الأفلام الأخرى، من ضمنها سيلفرادو (1985)، ماري شيليز فرانكنشتاين (1994)، فلمَيّ جيمس بوند (بشخصيات آر وكيو)، فلمَيّ هاري بوتر (بشخصية نيرلي هيدليس نيك)، وآخر ثلاثة أفلام شريك.
تخرَّج من كامبردج فوتلايتس في ستينيات القرن العشرين، وتخصص كليز بالهجاء، والكوميديا السوداء، والمشاهد الهزلية، والكوميديا السريالية. شارك في تأسيس فديو آرتس مع كاتب يس منستر أنتوني جاي، وهي شركة إنتاج تصنع أفلامًا تدريبية مسلية. وفي عام 1976، شارك كليز في إنشاء حفلات ذا سيكرت بوليسمانز بول الخيرية من أجل الأموال لمنظمة العفو الدولية لحقوق الإنسان. وبالرغم من كونه مناصرًا للديمقراطيين الأحرار منذ مدة طويلة، فقد رفض عرضًا من الحزب لتلقيبه بالنبيل (غير القابل للتوريث) عام 1999.

## النشأة
وُلد كليز في ويستون-سوبر-ماري، يومرسيت، وهو الطفل الوحيد لريجنالد فرانسيس كليز (1893-1972)، الذي كان يعمل مندوبًا في مجال التأمين، وزوجته موريل إيفيلين (كروس قبل الزواج، 1899-2000، ابنة بائع مزاد). كان اسم عائلته بالأصل تشيز، ولكن والده رأى أنه محرج واستعمل اسم «كليز» عندما تَسجل في الجيش خلال الحرب العالمية الأولى؛ وغيره رسميًا بواسطة سند تعهد موقع منه عام 1923. عندما كان طفلًا، شجَّع كليز نادري بريستول سيتي لكرة القدم. ونادي مقاطعة سومرسيت للكريكت. درس كليز في مدرسة سانت بيتر الإعدادية (دفع أجور المدرسة من النقود التي ورثتها والدته)، حيث تَسلَّم جائزةً لدراسات اللغة الإنجليزية وبرع في الكركيت والملاكمة. وعندما كان عمره 13 عامًا، فاز بمنحة دراسية في كلية كليفتون، وهي مدرسة عامة إنجليزية في بريستول. كان طوله حينها أكثر من 6 أقدام (1.83 مترًا).
يُزعَم تشويه كليز لأرض المدرسة، والتي فعلها بمثابة مقلب، عن طريق رسم آثار أقدام ليشير إلى أن تمثال المشير إيرل هيج قد نزل من قاعدته وذهب إلى المرحاض.  لعب كليز الكريكت في الأحد عشر الأوائل وكان مستواه جيدًا أكاديميًا، ونجح في 8 مستويات أو و3 مستويات إيه في الرياضيات، والفيزياء، والكيمياء. يقول في سيرته الذاتية سو، أنيواي إن اكتشافه لعدم اختياره ليكون الطالب المسؤول عن المهجع من قبل مسؤول السكن أثَّر على نظرته: «لم يكن عادلًا ولهذا لم يكن يستحق احترامي ... اعتقد أن هذه اللحظة غيرت وجهة نظري عن العالم».
لم يستطع كليز الذهاب مباشرةً إلى كامبريدج، لأن نهاية الخدمة الوطنية كان معناها وجود ضعف عدد المتقدمين على المواقع، لهذا عاد إلى المدرسة الإعدادية لسنتين ليدرس العلوم، واللغة الإنجليزية، والجغرافيا، التاريخ، واللغة اللاتينية (استفاد لاحقًا من تجربته في تدريس اللغة اللاتينية في مشهد من لايف أوف براين، والذي يصحح فيه كتابة الجرافيتي باللغة اللاتينية التي كتبها براين بشكل سيء). ثم قبل عرضًا للدراسة كان قد فاز به في كلية داوننغ، كامبريدج، لدراسة القانون. انضم أيضًا إلى نادي كامبريدج فوتلايتس. وأشار إلى أنه ذهب إلى كامبريدج جيلدهول، حيث يوجد كشك لكل جمعية في الجامعة، وتقدم إلى كشك فوتلايتس حيث سُئل إذا كان يستطيع الغناء أو الرقص. أجاب بـ «كلا» لأنه كان ممنوعًا من الغناء في مدرسته لكون غنائه سيئًا جدًا، وإذا كان هنالك أي شيء أسوء من غنائه، فهو رقصه. وسُئل لاحقًا «حسنًا، ما هو عملك» والذي رد عليه بقوله، «أجعل الناس يضحكون».
في نادي فوتلايتس المسرحي، قضى كليز الكثير من الوقت مع تيم بروك-تايلور وبيل أودي والتقى بشريكه المستقبلي في الكتابة غراهام تشابمان. كتب كليز موادًا إضافية لعمل فوتلايتس ريفيو المسرحي لعام 1961 بعنوان آي ثوت آي سو إت موف، وعَمِل أمينًا لسجلات نادي الفوتلايتس خلال عام 1962. وكان أيضًا في فريق تمثيل عمل دوبل تيك! للفوتلايتس ريفيو. تخرج كليز من كامبريدج عام 1963 بفئة 2:1. وبالرغم من نجاحاته في ذا فوريست ريبورت، فقد أرسل والده له قصاصات من ذا ديلي تلغراف تعرض فيها وظائفًا إدارية في أماكن مثل ماركس وسبينسر.

## حياته المهنية

### ما قبل بايثون
كان كليز كاتب سيناريو، وكذلك عضوًا في فريق الممثلين، لعمل لفوتلايتس ريفيو بعنوان أكلومب أوف بلينثس. كان العمل المسرحي ناجحًا في مهرجان أدنبرة فرينج لدرجة أنه اسمه تغير إلى كامبريدج سركس وأُخذ إلى مسارح ويست إند في لندن ثم في جولة في نيوزيلاندا وبرودواي، مع ظهور فريق التمثيل في بعض المسرحيات الهزلية على ذا إيد سوليفان شو في أكتوبر 1964.
بعد كامبريدج سركس، بقي كليز في أمريكا لفترة وجيزة، وأدى عروضًا في برودواي بشكل متقطع. والتقى كليز بزميل بايثون المستقبلي تيري غيليام، وكذلك بالممثلة الأمريكية كوني بوث، التي تزوجها في 20 فبراير 1968. وفي زواجهما في الكنيسة التوحيدية في مانهاتن، حاول الزوجان أن يضمنوا عدم وجود أي لغة إيمانية. يذكر كليز «لحظة خيبة الأمل الوحيدة»، «أتت في نهاية القداس عندما اكتشفت أنني أخفقت في إزالة ذِكر واحد معين لكلمة الله». وأصبحت بوث لاحقًا شريكةً له في الكتابة.
عُرض عليه العمل لاحقًا بوظيفة كاتب في راديو بي بي سي، حيث عمل على عدة برامج، ولا سيما كاتبًا للمشاهد الهزلية لذا ديك إيمري شو. أدى نجاح الفوتلايتس ريفيو إلى تسجيل مسلسل قصير لمدة نصف ساعة من برامج الراديو، بعنوان أم سوري، أل ريد ذات أكين، والذي اشتهر جدًا لدرجة أن البي بي سي صنعت مسلسلًا اعتياديًا يحمل نفس العنوان عُرض بين العامين 1965 و1974. عاد كليز إلى بريطانيا وانضم إلى فريق التمثيل. وكان يُشار إليه باسم «جون أوتو كليز» في عدة حلقات (بحسب جيم روبرتس، قد يكون هذا بسبب الإحراج من اسمه الأوسط الحقيقي ماروود).

## وصلات خارجية
- الموقع الرسمي
- Official Podcast
- John Cleese at the Museum of Broadcast Communications
- John Cleese at the بي بي سي Guide to Comedy
- جون كليز على موقع IMDb (الإنجليزية)
- جون كليز على موقع الموسوعة البريطانية (الإنجليزية)
- جون كليز على موقع روتن توميتوز (الإنجليزية)
- جون كليز على موقع مونزينجر (الألمانية)
- جون كليز على موقع ألو سيني (الفرنسية)
- جون كليز على موقع ميوزك برينز (الإنجليزية)
- جون كليز على موقع تيرنر كلاسيك موفيز (الإنجليزية)
- جون كليز على موقع أول موفي (الإنجليزية)
- جون كليز على موقع قاعدة بيانات برودواي على الإنترنت (الإنجليزية)
- جون كليز على موقع قاعدة بيانات الأفلام السويدية (السويدية)
- أخبار مُجمّعة وتعليقات عن جون كليز في موقع صحيفة نيويورك تايمز.
- Podcast to celebrate The Life of Brian (March 2008)
- Daily Llama: John Cleese Visits Lemurs at San Francisco Zoo نسخة محفوظة 16 ديسمبر 2010 على موقع واي باك مشين.
- On-line video interview for Czech TV (24. 7. 2011)